# غابة أبوجيلي
غابة أبوجيلي سميت على منطقة تقع قرب الغابة تسمي أبوجيلي بقربة من مدنية سنار وتبع لمحلية شرق سنار، بولاية سنار وتعتبر غابة أبوجيلي أكبر محمية طبيعية سياحية في ولاية سنار أشجار متنوع .

## مساحتها
تبلغ مساحة غابة أبوجيلي 75 فدان

## تاريخ الغابة
يعود تاريخ الغابة إلي الحرب العالمية الثانية 1947م حيث زراعها الحكم الثنائي نبات الكروم لدعم الجيش البريطاني بالطعام ويوجد بها أشجار تعود إلي ذات تاريخ، بعد خروج المستعمر ألات أدارة الغابة لأدارة سجن الأصلاحية أبوجيلي .

## أنواع الأشجار
يوجد في غابة ابوجيلي عدد من أنواع الأشجار منها:
- المهوقني[2]
- الصفصاف
- السنط
- المانجو
- البان

يوجد بالغابة مشتل لي زراعة الأشجار